# Colchesteri vár
A colchesteri vár egy ma már romos középkori normann erődítmény az angliai Essex megyében található Colchesterben. A brit műemlékvédelem rendszerében I. kategóriás védett műemléknek számít.

## Építészete

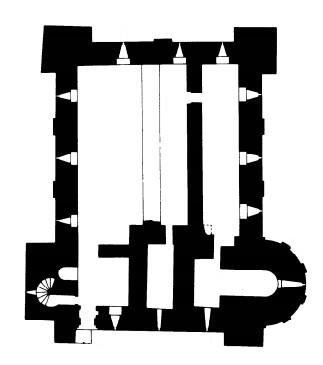
Az öregtorony alaprajza

A colchesteri vár öregtornya Nagy-Britannia valaha épített legnagyobb, míg Európában a legnagyobb fennmaradt vártorony, a londoni Tower Fehér Tornyánál másfélszer nagyobb. Eredeti magassága ma is vita tárgya. Egyesek szerint egyszer a torony négy szintet is magába foglalhatott, ezt azonban közvetve több tény – a helyi kő építőanyag hiánya és a környék békés történelme – is cáfolja, valószínűbb a két, esetleg három szint. A várat egy Kr. u. 54–60 között, Claudius tiszteletére állított ókori római templom alapjaira emelték. A megmaradt altemplom még ma is áll és megtekinthető.

## Építése
A vár építését Hódító Vilmos rendelte el, a terveket Gundulf, Rochester püspöke készítette. Az építkezés 1069 és 1076 között kezdődött Eudo Dapifer felügyelete alatt, aki az elkészült vár intézője is lett egyben. 1080-ban egy viking inváziótól tartva félbehagyták az építkezést, 1100 körül azonban már állt az erőd. A falazatban ma is könnyen észrevehető a római kori útból építőanyagként felhasznált ókori tégla és agyag. A szerkezeten még ma is láthatóak az állványzat rögzítőelemei ütötte lyukak.

## További története
1215-ben János sikeresen elfoglalta egy, a lázadó nemesek által szított konfliktust követően.
Miután elveszítette királyi vári rangját, több funkciója is volt. Először megyei börtönként működött, ahol 1645-ben a boszorkányvadász Matthew Hopkins boszorkánysággal vádolt embereket vallatott és börtönzött be. 1648-ban a második angol forradalom idején Charles Lucas és George Lisle királypárti vezetőket a vár mögött végezték ki. Egy helyi legenda szerint soha nem fog  kinőni a fű ott, ahol meghaltak. A helyszínt egy kisebb obeliszk jelöli. 1656-ban itt halt mártírhalált James Parnell kvéker.
1650-ben a köztársaságiak tanácsa elkobozta a várat, építőanyagát öt font értékben határozta meg. 1683-ban John Wheely vaskereskedőnek engedélyezték a vár teljes lebontását, a visszanyert építőanyagot feltehetően a városi építkezéseken akarták felhasználni. Miután Wheely a várat jelentősen megbontotta – a felső szerkezetet szinte teljesen elbontották –, a vállalkozást félbehagyta, mert túl gazdaságtalannak bizonyult.
1727-ben a romokat Mary Webster vásárolta meg lánya, Sarah számára, aki Charles Gray colchesteri parlamenti képviselő felesége volt. Gray az öregtornyot egy helyi gabonakereskedőnek adta bérbe, míg a keleti szárnyban a megye a börtönt bérelte. Az 1740-es évek végén Gray helyreállíttatta a vár egyes részeit, különösen a déli homlokzatot. A vár körül magánparkot alakíttatott ki, nyári rezidenciája még ma is látható. Ezek mellett ő alakította ki a könyvtárat és a dolgozószobát is.
1922-ben a várrom a körülötte kialakított parkkal együtt a városhoz került. A parkot két részre, felső és alsó parkra osztották, míg a várban nyilvános múzeumot rendeztek be.
2013 januárja és 2014 májusa között a múzeum 4,2 millió fontos felújításon esett át. A munkálatok során a legújabb kutatások eredményeit ismertető kiállítást rendeztek be a vár történetéről és megjavították a tetőt.

## Fordítás
- Ez a szócikk részben vagy egészben  a   Colchester Castle című angol Wikipédia-szócikk ezen változatának fordításán alapul.  Az eredeti cikk szerkesztőit annak laptörténete sorolja fel. Ez a jelzés csupán a megfogalmazás eredetét és a szerzői jogokat jelzi, nem szolgál a cikkben szereplő információk forrásmegjelöléseként.